# Imidazoloacetato 4-monoossigenasi
La imidazoloacetato 4-monoossigenasi è un enzima appartenente alla classe delle ossidoreduttasi, che catalizza la seguente reazione:
4-imidazoloacetato + NADH + H+ + O2 ⇄ 5-idrossi-4-imidazoloacetato + NAD+ + H2O
L'enzima è una flavoproteina (FAD).